# エルキン・ソト
エルキン・ソト・ハラミージョ（Elkin Soto Jaramillo, 1980年8月4日 - ）は、コロンビア・マニサレス出身の元サッカー選手。元コロンビア代表。現役時代のポジションはミッドフィールダー。

## 経歴

### クラブ
メデジンのアトレティコ・ナシオナルでキャリアを開始したソトは、1999年に地元のオンセ・カルダスと契約した。加入2年目から中心選手としてプレーし、2003年前期を制覇、翌2004年のコパ・リベルタドーレス決勝では格上と見られているボカ・ジュニアーズを下し、見事チームの初優勝に貢献した。リベルタドーレスを制覇したことで出場したインターコンチネンタルカップでは、FCポルトを相手に0-0のスコアレスドローの末にPK戦まで持ち込むも、最終的に涙をのんだ。
エクアドル1部のバルセロナSCへの期限付き移籍を経て、2006-07シーズンにドイツ1部の1.FSVマインツ05と自由移籍で契約した。しかし、オンセ・カルダス側はソトが未だに所属選手の1人と所有権を主張し、ソト側は自由移籍の身だと主張したことで議論が起こった。これに対し、2007年2月にFIFAはソトとオンセ・カルダスの契約は2008年1月まで残っていると判断を下し、2008年7月10日のスポーツ仲裁裁判所 (CAS) 判定では15万ユーロの罰金と公式戦への一定期間の出場停止を言い渡したことで終息した。
マインツでは、2007年2月10日のエネルギー・コットブス戦 (4-1) で初出場を飾って以降8試合3アシストで貢献するも2部降格を防ぐには至らなかった。続く2007-08シーズンは、開幕早々に靭帯損傷をした影響で出場機会は限られたものとなったが、負傷から完全回復した2008-09シーズンからは中心選手として1部昇格に導き、2010-11シーズンにチーム躍進の貢献が認められて2011年2月に契約を2013年6月まで延長した。

### 代表
クラブではボランチを務めるが、コロンビア代表としては主に左サイドハーフを務めるソトは、親善試合のみならず、2006 FIFAワールドカップ・南米予選のペルー戦、エクアドル戦、ウルグアイ戦と重要な試合で得点を挙げている。それまでリーダーシップを発揮し中心選手として活動していたが、マインツでの移籍問題から一定期間代表に招集されず、2008年6月18日に2010 FIFAワールドカップ・南米予選第6節のエクアドル戦で復帰した。
2011年6月6日にエルナン・ダリオ・ゴメス監督の下でコパ・アメリカ2011の一員に選出された。

## タイトル

### クラブ
オンセ・カルダス
- コロンビア・プロサッカーリーグ : 2003前期
- コパ・リベルタドーレス : 2004